# Renault Trucks C
Renault Trucks C este o gamă de camioane pentru sarcini medii/mari pentru construcții, comercializate de producătorul francez de camioane Renault Trucks, introduse în 2013.